# Gradišče, Škofljica
Gradišče este o localitate din comuna Škofljica, Slovenia, cu o populație de 484 de locuitori.